# Odontocera monostigma
Odontocera monostigma är en skalbaggsart som först beskrevs av Bates 1869. Odontocera monostigma ingår i släktet Odontocera och familjen långhorningar.
Artens utbredningsområde är:
- Costa Rica.
- Honduras.
- Nicaragua.
- Panama.

Inga underarter finns listade i Catalogue of Life.